# مكسر (علم الوراثة)
في علم الوراثة، المُكَسر أو المُقسم أو الكلاستوجين (بالإنجليزية: Clastogen)، هو عامل مطفر يؤدي إلى حدوث اضطراب أو كسر للكروموسومات، مما يؤدي إلى حذف أجزاء من الكروموسوم أو إضافتها أو إعادة ترتيبها. هذه العملية هي شكل من أشكال الطفرات، ويمكن أن تؤدي إلى الإصابة بالسرطان، حيث قد تصبح الخلايا التي لا تقتل بسبب التأثير الكلوي سرطانية. تشمل الكلاستوجينات؛ أكريدين الأصفر، البنزين، أكسيد الإيثيلين، الزرنيخ، الفوسفين والميموسين. يزيد التعرض للكلاستوجينات من تواتر الخلايا الجرثومية غير الطبيعية لدى الأباء الذكور، مما يساهم في التأثيرات النمائية للجنين عند الإخصاب.
جملة توضيحية : «يؤدي هذا إلى استنتاج مفاده أن مادة كيميائية تفشل في إحداث استجابة مهمة في اختبار التكاثر النسيجي في المختبر من غير المحتمل أن تكون سرطانية في الجسم الحي، خاصةً في فحوصات النخاع العظمي.» 

## في الجيولوجيا
يشير مصطلح «كلاستوجينيك» (بالإنجليزية: clastogenic)، إلى الانفجارات البركانية التي تسبب نوعًا معينًا من المقذوفات.
جملة توضيحية : «يمكن تفسير السمات المعقدة لهذا الثوران عن طريق الترسيب السريع للأرومة البيروقراطية الخشنة بالقرب من فتحة التهوية والتدفق اللاحق للحمم المولدة للصهير والتي كانت مصحوبة بعمود ثوران مرتفع يولد تدفقات الحمم البركانية.»